# Michail Aleksejev
Michail Vasiljevitj Aleksejev (ryska: Алексеев, Михаил Васильевич), född 3 november 1857, död 25 september 1918, var en rysk militär.

## Biografi
Aleksejev blev officer 1876, deltog i rysk-turkiska kriget 1877-78, var lärare vid generalstabsakademien, blev överste 1898 och generalmajor 1904. Under rysk-japanska kriget 1904-05 var han generalkvartermästare vid 3:e manchuriska armén. Sedan tjänstgjorde Aleksejev vid generalstaben och blev 1908 generallöjtnant och stabschef i Kievska militärdistriktet samt 1912 general och chef för 13:e armékåren (Smolensk).
Aleksejev utsågs till stabschef under general Nikolaj Ivanov för den ryska Sydvästra Fronten (rysk beteckning på armégrupp) i augusti 1914. Mars till september 1915 var han befälhavare för Nordvästra Fronten. När tsaren Nikolaj II tog direkt befäl över krigsmakten blev Aleksejev hans stabschef och därmed den med det största inflytandet på den ryska krigsplaneringen. När februarirevolutionen bröt ut i mars 1917 försökte Aleksejev rädda monarkin och var en av personerna som övertalade tsaren att abdikera. Från mars till maj var Aleksejev rysk överbefälhavare men hade annan syn på krigföringen än den provisoriska regeringen och dess starke man Kerenskij och ersattes därför av Aleksej Brusilov. Vid sin död 1918 var Aleksejev i färd med att organisera vita trupper för det ryska inbördeskriget.

## Utmärkelser
- Storkors av Hederslegionen
- Sankt Vladimirs orden, fjärde klassen med svärd och band
- Georgsorden, fjärde klass
- Guldsabel "för tapperhet"
- Sankt Vladimirs orden, andra klassen
- Sankt Annas orden, tredje klass med svärd och krans
- Sankt Stanislausorden, tredje klass med svärd och krans
- Sankt Stanislausorden, första klassen med svärd
- Officer av Hederslegionen
- Sankt Mikaels och Sankt Georgsorden
- Preussiska Kronorden
- Sankt Vladimirs orden, tredje klass
- Sankt Vladimirs orden, fjärde klassen
- Sankt Annas orden, tredje klass
- Sankt Annas orden, andra klass
- Sankt Annas orden, första klass
- Sankt Stanislausorden, tredje klass
- Sankt Annas orden, fjärde klass
- Sankt Stanislausorden, första klassen
- Vita örnens orden
- Sankt Stanislausorden, andra klassen
- Kors "För korsning av Donau"

[Redigera Wikidata]